# Lijst van rijksmonumenten in Holset
De plaats Holset telt 9 inschrijvingen in het rijksmonumentenregister. Hieronder een overzicht.
| Object                                                          | Oorspronkelijke functie? | Bouwjaar               | Architect | Locatie            | Coördinaten?                  | Nr.?  | Afbeelding                                  |
| --------------------------------------------------------------- | ------------------------ | ---------------------- | --------- | ------------------ | ----------------------------- | ----- | ------------------------------------------- |
| Hoeve Einrath/Einrade, overblijfsel van het vroegere kasteel    | Boerderij                | 18e-19e eeuw           |           | Holset 51          | 50° 46' 26" NB, 5° 58' 39" OL | 36660 | Meer afbeeldingen                           |
| Panhuis                                                         | Boerderij                | 18e-19e eeuw           |           | Holset 24          | 50° 46' 32" NB, 5° 59' 11" OL | 36669 | Meer afbeeldingen                           |
| Aggene Banket: vakwerkhuis met verdieping, voorheen schepenbank | Woonhuis                 |                        |           | Oude Akerweg 20    | 50° 46' 44" NB, 5° 59' 39" OL | 36670 | Meer afbeeldingen                           |
| Vakwerkhuis met verdieping en zadeldak                          | Boerderij                | 1767                   |           | Holset 48          | 50° 46' 30" NB, 5° 59' 16" OL | 36671 | Meer afbeeldingen                           |
| Vakwerkhuizen                                                   | Boerderij                | 18e eeuw               |           | Holset 50          | 50° 46' 30" NB, 5° 59' 15" OL | 36672 | Vakwerkhuizen                               |
| St. Lambertuskerk                                               | Kerk en kerkonderdeel    | laatste kwart 19e eeuw |           | Holset 64          | 50° 46' 31" NB, 5° 59' 14" OL | 36673 | Meer afbeeldingen                           |
| Hoeve Winnebroek                                                | Boerderij                | 18e-19e eeuw           |           | Holset 96          | 50° 46' 14" NB, 5° 59' 9" OL  | 36674 | Meer afbeeldingen                           |
| Grafheuvel                                                      | Archeologisch monument   | Bronstijd              |           | in het Vijlenerbos | 50° 45' 30" NB, 5° 58' 44" OL | 47148 | Grafheuvel                                  |
| Terrein waarin ten minste zeven grafheuvels                     | Archeologisch monument   | Bronstijd              |           | in het Vijlenerbos | 50° 45' 57" NB, 5° 58' 55" OL | 47149 | Terrein waarin ten minste zeven grafheuvels |